# José María Elósegui
José María Elósegui Itxaso (San Sebastián, 1958 — ibíd., 29 de octubre de 2015) fue un documentalista, director de producción, guionista y conferenciante español.

## Biografía
Licenciado en Derecho por la Universidad del País Vasco y máster en marketing, había iniciado sus estudios en la Universidad de Navarra, aunque desde joven, su vocación por la literatura de viajes y el deporte en las más variadas modalidades, le llevaron a convertirse en un profesional en el mundo de los documentales: desde la dirección, pasando por el guion hasta la fotografía. A partir de la década de 1990 se volcó en los documentales que se emitieron en las principales cadenas de televisión de España y de otros países de habla hispana y Europa. El primero de sus trabajos profesionales fue como director de producción en la serie La ruta de los exploradores, que recorrió África durante algo más de un año entre 1994 y 1995 para producir trece capítulos destinados a Televisión Española. Siguió como guía en la serie Of tales and travels, producida por distintas compañías y compuesta de trece capítulos para televisiones internacionales (1996-1997), La ruta de Samarkanda, (emitida en 2000) realizada para Televisión Española y en la que trabajó como guionista, director de producción y documentación, donde se recorría el periplo del embajador de Enrique III de Castilla, Ruy González de Clavijo, ante el Tamerlán por más de una veintena de países. A esta siguieron tres documentales, dos sobre África, Sahel, la frontera herida y La Ruta del Encuentro sobre el desierto del Sahara (2000-2003) y el tercero sobre trekking, Los ojos del Himalaya (2005). En 2007 realizó La Sonrisa de los Inuit y en 2008 El Peine del Viento. Ingeniería de su colocación, un documental realizado junto con su hermana, la jurista María Elosegui Itxaso, sobre la obra de Eduardo Chillida, El Peine del Viento, visto con los ojos de su padre, José María Elósegui, el ingeniero que se encargó de la colocación de la obra en San Sebastián.
A lo largo de su vida recorrió más de ciento cuarenta países y fue además un gran deportista: fue campeón de España de tiro y miembro de la selección española de biatlón (1987 y 1988). En 2014 fue galardonado con el Premio Imagen de la Sociedad Geográfica Española.